# Königin der Berge
Königin der Berge ist ein US-amerikanischer Western aus dem Jahre 1954.

## Handlung
Im Jahre 1880 treibt der Rancher Pop Jones gemeinsam mit seiner Tochter Sierra Nevada und dem Cowboy Nat Collins seine riesige Rinderherde von Texas zu neuen Weiden in Montana. Auf dem Weg nach Norden werden sie von Indianern überfallen und Pop getötet. Sierra und der Cowboy Nat kommen in ein Dorf von Schwarzfußindianern. Doch Häuptling Colorados lässt die beiden Weißen wieder frei. Der friedlich gesinnte Anführer der Blackfoot ist überzeugt vom friedlichen Miteinander von Indianern und Weißen. Sierra kann sich wieder auf den Weg zu den neuen Weiden ihres verstorbenen Vaters machen. Dort muss sie jedoch erfahren, dass der reiche Rancher Tom McCord das Land widerrechtlich an sich genommen hat. Sierra kann jedoch nicht beweisen, dass sie die rechtmäßige Erbin des Landes ist. Doch der Cowboy Farrell kommt ihr zu Hilfe. Farrell arbeitet verdeckt als Cowboy für McCord, ermittelt jedoch gegen McCord.

## Kritiken
„Nur mäßig spannender und teils recht unglaubwürdiger, jedoch gut fotografierter Western.“

## Rezeption
Als in dem Film Zurück in die Zukunft (1985) die Hauptfigur Marty McFly vom Jahr 1985 in das Jahr 1955 reist, hängt dort ein Plakat von Königin der Berge. Der Witz für das Publikum entstand darin, dass aus dem Schauspieler Ronald Reagan inzwischen der US-Präsident geworden war.